# Miroslav Verner

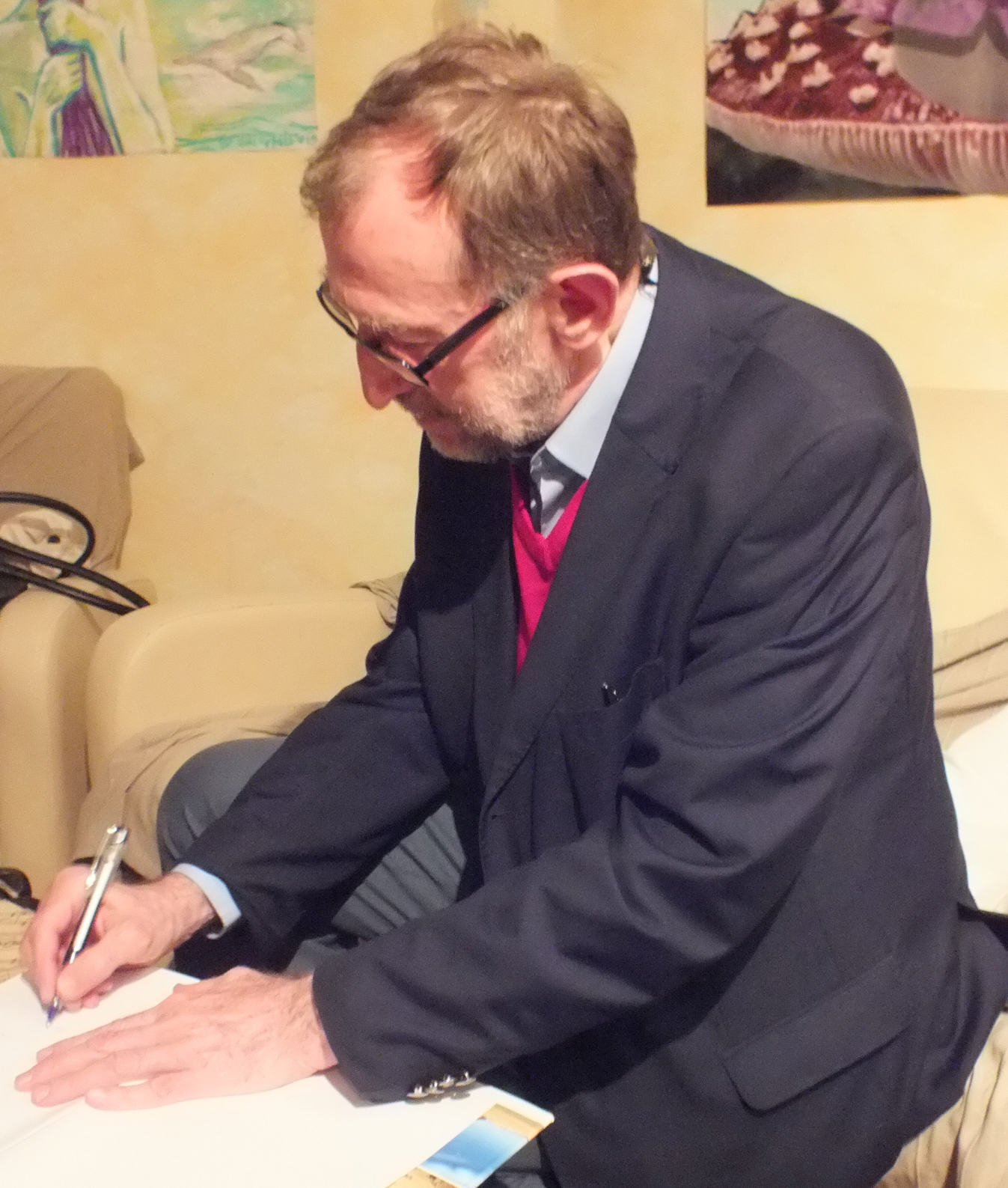
Miroslav Verner

Miroslav Verner (* 31. října 1941, Brno) je český archeolog a egyptolog, v letech 1975–2000 byl ředitelem Československého, resp. Českého egyptologického ústavu FF UK v Praze a Káhiře. Specializuje se na archeologii doby stavitelů pyramid zejména v období 5. dynastie, pod jeho vedením probíhal český výzkum v Abúsíru. Vedl výzkum nedokončené Raneferefovy pyramidy, jejíž zádušní chrám obsahoval největší objevený soubor papyrů ze Staré říše.
V roce 2021 získal zlatou pamětní medaili Univerzity Karlovy za mimořádné celoživotní dílo v oboru české egyptologie a dlouholetou vědeckou a pedagogickou činnost. V roce 2023 se stal emeritním profesorem Univerzity Karlovy.